# 高绍仁
高绍仁（6世纪—6世纪），北齐宗室。文宣皇帝高洋第四子，母亲是裴嫔。兄长废帝高殷、太原王高绍德、范阳王高绍义，弟弟陇西王高绍廉。
天保末年（559年），高绍仁封西河王，为开府仪同三司，不久去世。

## 传記資料
- 《北齐書》第十一卷 文宣四王传
- 《北史》北史卷五十二 列传第四十 齐宗室诸王下

## 延伸阅读
[在维基数据编辑]
 《北史·卷052》，出自李延壽《北史》